# Дюпро, Джин
Джин Дюпро (англ. Jeanne DuPrau; род. 9 июня 1944, Сан-Франциско, Калифорния) — американская детская писательница. Пишет в жанрах научной фантастики и фэнтези.

## Биография
Родилась в Сан-Франциско 9 июня 1944 года в семье руководителя металлургической компании Джеймса Дюпро и его супруги, домохозяйки и художницы, Долли Эллисон.
В 1966 году окончила колледж Скриппс со степенью бакалавра, после чего ещё год проходила дополнительные курсы в Калифорнийском университете в Беркли.
Творческую карьеру начала с написания публицистических текстов, однако наибольшую известность ей принесла серия подростковых фантастических произведений о городе Эмбере.

## Творчество
Первый роман Джин Дюпро «Золотой Бог» вышел в 1981 году.
Известность Джин Дюпро принес подростковый роман «Город Эмбер: Побег» (англ. The City of Ember), первый из цикла «Книги Эмбера». Роман вышел в 2003 году, а в 2008 году состоялась его экранизация. Фильм вышел с тем же названием — «Город Эмбер: Побег» (англ. City of Ember).

### «Город Эмбер»
«Город Эмбер» — тетралогия подростковых романов.

#### «Город Эмбер: Алмаз Тёмной Крепости»
В России первые три книги были выпущены в 2008-09 годах издательством «Махаон». Четвёртая по неизвестным причинам, до сих пор не была выпущена и поэтому существует только в виде любительского перевода, выложенного в Интернете.